# Sixteen (programa de televisión)
Sixteen (hangul: 식스틴, estilizado como SIXTEEN) fue un reality show en 2015 creado por JYP Entertainment y Mnet. El show enfrentó a dieciséis aprendices de JYP entre sí para asegurarse un lugar en el grupo de chicas Twice. Las concursantes de Sixteen fueron evaluadas, no solo por sus habilidades de canto y baile, sino también por su carisma y personalidad. El show se estrenó el 5 de mayo de 2015 y tuvo diez episodios hasta el 7 de julio de 2015 en Mnet.

## Promociones pre-show
A partir del 13 de abril de 2015, JYP comenzó a publicar los perfiles de las 16 candidatas a través del canal de Mnet y en el canal de YouTube de Sixteen. Los concursantes fueron reveladas para incluir a tres aprendices japonesas, a una aprendiz tailandesa, a una aprendiz coreana-canadiense, y a una aprendiz taiwanesa. Se dio una idea del formato del show, revelando que siete de los concursantes del programa ya eran candidatas para el nuevo grupo de chicas, mientras que las nueve restantes buscarían reemplazarlas en la última alineación.

### Lista de concursantes
| #  | Nombre                       | Fecha de nacimiento          | País                              |
| -- | ---------------------------- | ---------------------------- | --------------------------------- |
| 1  | Im Na-yeon (임나연)          | 22 de septiembre de 1995     | Corea del Sur                     |
| 2  | Yoo Jeong-yeon (유정연)      | 1 de noviembre de 1996       | Corea del Sur                     |
| 3  | Hirai Momo (平井もも)        | 9 de noviembre de 1996       | Japón                             |
| 4  | Minatozaki Sana (湊崎紗夏)   | 29 de diciembre de 1996      | Japón                             |
| 5  | Park Ji-hyo (박지효)         | 1 de febrero de 1997         | Corea del Sur                     |
| 6  | Myoui Mina (名井南)          | 24 de marzo de 1997          | Japón                             |
| 7  | Song Min-young (송민영)      | 27 de febrero de 1998        | Corea del Sur                     |
| 8  | Park Ji-won (박지원)         | 20 de marzo de 1998          | Corea del Sur                     |
| 9  | Kim Da-hyun (김다현)         | 28 de mayo de 1998           | Corea del Sur                     |
| 10 | Son Chae-young (손채영)      | 23 de abril de 1999          | Corea del Sur                     |
| 11 | Chou Tzuyu (周子瑜)          | 14 de junio de 1999          | Taiwán                            |
| 12 | Lee Chae-yeon (이채연)       | 11 de enero de 2000          | Corea del Sur                     |
| 13 | Kim Eunsuh (김은서)          | 14 de noviembre de 2000      | Corea del Sur                     |
| 14 | Jeon So-mi (전소미)          | 9 de marzo de 2001           | Corea del Sur Canadá Países Bajos |
| 15 | Lee Chae-ryeong (이채령)     | 5 de junio de 2001           | Corea del Sur                     |
| 16 | Anatchaya Suputhipong (나띠) | 30 de mayo de 2002 (21 años) | Tailandia                         |

## Episodios

### Episodio 1 (5 de mayo de 2015)
Los concursantes se presentan y se dividen en dos grupos: Majors y Minors. Esta primera división de grupo es decidida puramente por el equipo A&R de JYP, no Park Jin Young. Las Majors son las miembros que actualmente están en camino de debutar en el nuevo grupo de chicas y serán tratadas como verdaderas estrellas de JYP, incluyendo vivir en un bonito dormitorio, subir a una furgoneta, recibir punteros de estrellas actuales de JYP y practicar de 9 a. m. a 9 p. m. Las Minors viven como aprendices en un dormitorio sucio y están en desventaja por un horario de 9 p. m. a 9 a. m. Las miembros de los grupos Major y Minor cambiarán a medida que las concursantes completen misiones y demuestren sus habilidades. Una vez dividido, Park Jin-young emitió a las niñas la Primera Misión "¿Eres una estrella?" lo que les desafió a demostrar que tenían potencial de estrella. Las concursantes podían elegir libremente lo que querían mostrar, pero JYP quería "ver su capacidad para convertirse en una estrella o ser capaz de sentir que [ellas] están destinadas a ser una estrella". Durante esta misión, Park mostró su favor a las que pensaban fuera de la caja y se mostraron a sí mismas en lugar de sus talentos, diciendo "Es genial tener talentos, pero ese talento debe ser tuyo. [...] Les dije que me mostraran por qué eres una estrella, nunca dije que me demostraran que pueden cantar o bailar. Nadie fue eliminada en este episodio.

### Episodio 2 (12 de mayo de 2015)
Basado en las actuaciones observadas en el primer episodio, Natty, Chaeryeong, Somi, Sana y Jihyo sustituyeron a Momo, Jiwon, Mina, Minyoung y Nayeon en la alineación de Majors, respectivamente. Nadie fue eliminada sobre la base de la Primera Misión. La siguiente misión de las chicas fue "Album Jacket Cover", que les desafió a concentrarse y producir fotos de alta calidad en condiciones poco ideales. A Majors se les permitió comprar ropa de diseñadores para la sesión de fotos y decidieron un concepto de vampiro oscuro, pero joven, mientras que los Minors fueron enviadas a un mercado de la calle y diseñaron un nuevo concepto inspirado por Wonder Girls. Los resultados de la sesión de fotos expusieron las fortalezas y debilidades de las chicas, revelando los encantos naturales de algunas y las luchas de otras.

### Episodio 3 (19 de mayo de 2015)
Debido a su rendimiento en la misión de la sesión de fotos, Mina, Tzuyu y Jeogyeon substituyeron Chaeyoung, Jihyo, y Dahyun en la alineación principal de Major, respectivamente. Chaeyeon es eliminada de la competencia porque Park Jin-young observó que su inexperiencia y su deseo de hacerlo bien oscurecieron su encanto natural y la hicieron aparecer fría y rígida en las fotos. Sin embargo, explica que esta será una buena experiencia de aprendizaje para ella en su viaje al estrellato y concluye diciéndole "trabajaste duro". La tercera misión, Batalla 1:1, es anunciada en los resultados en Nayeon y Chaeryeong que vuelven al estado de Major substituyendo a Tzuyu y Sana. Los resultados del encuentro final, entre Somi y Minyoung, no serán revelados hasta el próximo episodio. La alineación final para este episodio es Nayeon, Chaeyoung, Somi, Mina, Chaeryeong, Natty, y Jeongyeon. Sin embargo, las batallas que involucran a Somi, Minyoung, Mina, Eunsuh, Chaeyoung, Jihyo, Momo y Natty serán transmitidas el próximo episodio, dejando su destino final desconocido esta semana.

### Episodio 4 (26 de mayo de 2015)
Los resultados de las batallas de una-a-una restantes se revelan. Somi, Mina y Natty siguen siendo Majors, mientras que Minyoung, Eunsuh y Momo siguen siendo Minors. Jihyo reemplaza a Chaeyoung en la alineación de Majors, enviándola a Minors. Eunsuh es eliminada de la competencia porque se olvidó de su coreografía en el medio de su etapa. La próxima misión de las concursantes es hacer un desafío de grupo entre equipos minors y majors. Los equipos están divididos en el Major A (Mina, Nayeon, Chaeryeong, Jeongyeon), el Major B (Natty, Somi, Jihyo), Minor A (Momo, Jiwon, Chaeyoung) y Minor B (Tzuyu, Minyoung, Dahyun, Sana). Los emparejamientos se revelan para ser Major A contra Minor B y Major B contra Minor A. Los equipos que ganan compondrán la nueva alineación de Major. Los equipos perdedores entonces competirán uno contra el otro. Las perdedoras de la segunda batalla serán eliminadas. Las chicas se muestran preparándose para la competencia, pero no se mostraron episodios de este episodio.

### Episodio 5 (2 de junio de 2015)
Las chicas se preparan para sus batallas de grupo, eligiendo trajes de presentación y ensayando. La competición se lleva a cabo ante una audiencia de estudio en directo, cuyos votos determinarán a las ganadoras de cada batalla. El Major A interpretó "Happy" de Pharrell contra la actuación "Problem" de Ariana Grande de Minor B . El Major B llegó al escenario con el éxito "Uptown Funk" de Mark Ronson contra la actuación "The Way You Love Me" de Keri Hilson de Minor A. Basado en los votos de la audiencia, el Major A pierde contra Minor B (189 puntos a 203 puntos). Tzuyu, Minyoung, Dahyun, y Sana son movidas hasta la alineación de Majors, mientras que Mina, Nayeon, Chaeryeong y Jeongyeon caen a Minors. El Major B de Natty, Somi y Jihyo permanecen en la alineación de los Majors al ganar contra el Minor A (202 puntos a 182 puntos). Los equipos perdedores, Major A y Minor A, competirán entre sí; las perdedoras de la segunda batalla serán para la eliminación. Los resultados del enfrentamiento no serán revelados hasta el próximo episodio. La alineación final para este episodio es Tzuyu, Minyoung, Dahyun, Sana, Natty, Somi y Jihyo.

### Episodio 6 (9 de junio de 2015)
Para la batalla del perdedor, el Major A se renombró Minor A, y Minor A se renombró Minor B. Minor A (Nayeon, Chaeryeong, Mina y Jeongyeon) interpretaron "U-Go-Girl" de Lee Hyori mientras que Minor B (Chaeyoung, Jiwon y Momo) eligieron "Swing Baby" de Park Jin-young. Aunque JYP elogió las actuaciones de ambos grupos, él y la audiencia eligieron el desempeño de Minor A como ganador (aunque la decisión final se basó solamente en el voto de la audiencia). Esto colocó a Chaeyoung, Jiwon y Momo en peligro de eliminación. Al final, Momo fue eliminada porque JYP sentía que sus defectos (ser capaz de bailar pero no cantar) eran más evidentes que Jiwon y Chaeyoung durante el escenario. JYP le pide a la alineación de Major que baile con él en una próxima presentación. Mientras que practica con ellas, JYP le da a las chicas muchas sugerencias sobre el baile y cómo ser bailarinas y artistas con éxito. Después de la actuación, las chicas son llevadas al "Variety Camp", donde las chicas reciben una lección de encantos de shows de variedades de los MCs Shin Bong-sun y Huh Kyung-hwan. En la vista previa para el próximo episodio, se revela que la próxima eliminación se basará en los votos de las propias concursantes.

### Episodio 7 (16 de junio de 2015)
Después de completar el Variety Camp, JYP reúne a las chicas juntas y anuncia que la misión será elecciones de miembros, donde emitirán votos privados en las alineaciones Major y Minor. Los resultados de los votos son revelados y Dahyun, Somi y Natty son reemplazadas por Nayeon, Chaeyoung y Jeongyeon. Sin embargo, JYP revela que no hay eliminación para esta misión. Las chicas están una vez más divididas en cuatro equipos para su próxima misión, "Create Your Own Live Showcase". Los equipos prepararán una actuación y serán responsables de la promoción del espectáculo. El Major A (Jihyo, Chaeyoung, Minyoung, Sana) prepararon una versión lenta y sexy de "Nobody" de Wonder Girls; el Major B (Nayeon, Jeongyeon, Tzuyu) eligieron realizar "Hush" de [[Miss 
A]]; Minor A (Dahyun, Jiwon, Chaeryeong) también eligieron emular "Tell Me" de Wonder Girls; finalmente, Minor B (Mina, Somi, Natty) crearon una reinterpretación de "Who's Your Mama?" de JYP. Las batallas de canciones se revelarán en el próximo episodio.

### Episodio 8 (23 de junio de 2015)
Las chicas corren por las calles de Seúl promocionando el concierto y distribuyendo bolas de colores (Major A - Rojo, Major B - Amarillo, Minor A - Verde, Minor B - Azul). Antes de que comience el espectáculo, los asistentes colocarán la pelota en la bandeja del grupo correcto para mostrar qué equipo hizo el mejor trabajo promoviendo el espectáculo. El equipo que obtenga la mayor parte de pelotas de nuevo estarán seguras en la alineación de Major. Después de las actuaciones, a los miembros de la audiencia se les dan bolas blancas para votar por la actuación que mejor les gustaba de los cuatro en su salida. Esta votación determinará a las demás miembros del equipo Major. Las chicas son reunidas por JYP para anunciar los resultados. Comienza por explicar que el equipo que construye no se basará únicamente en el talento sino también en la pasión, ya que aquellos con pasión por lo que hacen son los que tienen más éxito. Jihyo, Sana, Minyoung, y Chaeyoung son las primeras en hacer la alineación Major, con el mayor número de asistentes (194) devolviendo bolas rojas. Antes de anunciar los resultados de la elección del público, JYP afirma que el desempeño de Major B se destacó más para él, llamando a su desempeño un A+. Los resultados de la elección del público y la próxima eliminación serán anunciados en el próximo episodio.

### Episodio 9 (30 de junio de 2015)
JYP revela que el Major A también ocupó el primer lugar dentro de los votos de la audiencia, con el Minor B en segundo, moviendo así a Somi, Mina y Natty hasta Major y bajando a Nayeon, Jeongyeon y Tzuyu hasta Minor. En el último lugar, Jiwon, Chaeryeong, y Dahyun se pusieron en peligro de eliminación. JYP decide eliminar Jiwon debido a su baile fuera de ritmo y voces inestables durante su actuación. JYP anuncia que la última misión de las chicas será convertirse en un verdadero grupo de chicas en el escenario. Se divide en dos grupos de seis, pero debido a la falta de Minor en los números, se les da la ventaja de elegir a alguien del otro equipo para actuar con ellas. A pesar de que seguirá siendo parte de Major, Jihyo es elegida para actuar a lo largo del equipo Minor. JYP le da a las chicas sus nuevas canciones para la primera ronda de la misión final, explicando que a los equipos se les asignaron canciones que normalmente serían malas: el rítmico "I Think I'm Crazy" para Major y el orientado vocalmente "Truth" para Minor. A continuación, revela "Do It Again", que ambos grupos presentarán en la ronda final y sirve como una representación de la dirección musical de Twice. Mientras se preparan para la misión final, el equipo Major y Minor son visitados y asesorados por la Fei de miss A y Jun.K de 2PM respectivamente. Después de las actuaciones, las chicas reciben elogios de JYP, quien escoge a Minor como quien ha dado el mejor rendimiento para la ronda.

### Episodio 10 (7 de julio de 2015)
Las niñas se preparan para el showcase final, donde los equipos Major y Minor realizarán "Do It Again" espalda contra espalda. Los equipos pasan una última noche juntos recordando su viaje a lo largo del show, riéndose de los momentos estúpidos del otro, y compartiendo sus angustias y esperanzas. Después de las actuaciones finales, las chicas reciben elogios de JYP. Chaeyeon, Eunsuh, Momo y Jiwon se unen a las concursantes finales en el escenario para una presentación de despedida antes de que se anuncien los resultados. Las finalistas se reúnen en el escenario donde el equipo Major vuelve a sus collares. Nayeon, Jeongyeon y Dahyun toman el lugar de Natty, Somi, y Minyoung en la alineación principal, respectivamente, así eliminándolas junto a Tzuyu y Chaeryeong. JYP entonces lanza en un giro, anunciando que Twice será un grupo de nueve miembros. Junto con la alineación principal actual (Nayeon, Jihyo, Mina, Dahyun, Jeongyeon, Chaeyoung, y Sana), elige a Tzuyu para unirse. JYP sorprende a las concursantes y al público al anunciar que Momo, que fue eliminado en la cuarta misión, será el miembro final de Twice. Tzuyu se añade de la opinión de la audiencia a través de la votación en línea y Momo de la decisión de los en trenadores y del Equipo A&R. La alineación final del grupo es: Nayeon, Jeongyeon, Momo, Sana, Jihyo, Mina, Dahyun, Chaeyoung y Tzuyu .

## Controversia
En su estreno, el show fue considerado "cruel" por su formato aparentemente duro, sobre todo la forma en que las miembros del equipo Minor se vieron gravemente en desventaja en sus horas de alojamiento y práctica. Algunos señalaron la evidente tensión entre las concursantes como un síntoma de estas condiciones y de la forma en que las participantes se dividieron de manera controvertida en equipos Major y Minor.
La controversia surgió otra vez en el episodio final cuando Momo, una competidora eliminada previamente, fue traída de nuevo a la alineación final de Twice. Los aficionados se volvieron escépticos de las motivaciones detrás de esta decisión. Más tarde, un representante de JYP Entertainment declaró que "Momo es excepcional en el baile y el rendimiento, y creemos que será una gran adición para completar realmente a Twice".
Al día siguiente del último episodio, JYP Entertainment publicó una breve declaración sobre la incorporación de Tzuyu y Momo a la alineación final de Twice: "Nos disculpamos por no comunicar claramente el proceso de selección, y nos gustaría explicarlo en detalle una vez más. La condición para ser elegida como miembro final fueron los votos emitidos por el público y los espectadores, pero hasta el último episodio pensamos que las siete miembros seleccionadas oficialmente pueden dejar algo que desear. Además de las siete, decidimos que un miembro se añadiría únicamente a las opiniones de los espectadores (Tzuyu) y una exclusivamente de la opinión de Park Jin-young (Momo)."

## Clasificaciones de concursantes
| #  | Concursante       | Decidido por el equipo A&R | Misión 1 | Misión 2  | Misión 3  | Misión 4  | Voto de Miembros                                              | Misión 5                                                      | Misión 6                                                      | Final     |
| -- | ----------------- | -------------------------- | -------- | --------- | --------- | --------- | ------------------------------------------------------------- | ------------------------------------------------------------- | ------------------------------------------------------------- | --------- |
| 1  | Jihyo (지효)      | minor                      | MAJOR    | minor     | MAJOR     | MAJOR     | MAJOR                                                         | MAJOR                                                         | MAJOR                                                         | TWICE     |
| 2  | Sana (사나)       | minor                      | MAJOR    | MAJOR     | minor     | MAJOR     | MAJOR                                                         | MAJOR                                                         | MAJOR                                                         | TWICE     |
| 3  | Chaeyoung (채영)  | MAJOR                      | MAJOR    | MAJOR     | minor     | minor     | MAJOR                                                         | MAJOR                                                         | MAJOR                                                         | TWICE     |
| 4  | Mina (미나)       | MAJOR                      | minor    | MAJOR     | MAJOR     | minor     | minor                                                         | MAJOR                                                         | MAJOR                                                         | TWICE     |
| 5  | Jeongyeon (정연)  | minor                      | minor    | MAJOR     | MAJOR     | minor     | MAJOR                                                         | minor                                                         | MAJOR                                                         | TWICE     |
| 6  | Nayeon (나연)     | MAJOR                      | minor    | minor     | MAJOR     | minor     | MAJOR                                                         | minor                                                         | MAJOR                                                         | TWICE     |
| 7  | Dahyun (다현)     | MAJOR                      | MAJOR    | minor     | minor     | MAJOR     | minor                                                         | minor                                                         | MAJOR                                                         | TWICE     |
| 8  | Tzuyu (쯔위)      | minor                      | minor    | MAJOR     | minor     | MAJOR     | MAJOR                                                         | minor                                                         | minor                                                         | TWICE     |
| 9  | Momo (모모)       | MAJOR                      | minor    | minor     | minor     | Eliminada | Regresa en la Final según lo decidido por el Equipo A&R y JYP | Regresa en la Final según lo decidido por el Equipo A&R y JYP | Regresa en la Final según lo decidido por el Equipo A&R y JYP | TWICE     |
| 10 | Minyoung (민영)   | MAJOR                      | minor    | minor     | minor     | MAJOR     | MAJOR                                                         | MAJOR                                                         | minor                                                         | Eliminada |
| 11 | Somi (소미)       | minor                      | MAJOR    | MAJOR     | MAJOR     | MAJOR     | minor                                                         | MAJOR                                                         | minor                                                         | Eliminada |
| 12 | Natty (나띠)      | minor                      | MAJOR    | MAJOR     | MAJOR     | MAJOR     | minor                                                         | MAJOR                                                         | minor                                                         | Eliminada |
| 13 | Chaeryeong (채령) | minor                      | MAJOR    | minor     | MAJOR     | minor     | minor                                                         | minor                                                         | minor                                                         | Eliminada |
| 14 | Jiwon (지원)      | MAJOR                      | minor    | minor     | minor     | minor     | minor                                                         | Eliminada                                                     | Eliminada                                                     | Eliminada |
| 15 | Eunsuh (은서)     | minor                      | minor    | minor     | Eliminada | Eliminada | Eliminada                                                     | Eliminada                                                     | Eliminada                                                     | Eliminada |
| 16 | Chaeyeon(채연)    | minor                      | minor    | Eliminada | Eliminada | Eliminada | Eliminada                                                     | Eliminada                                                     | Eliminada                                                     | Eliminada |

## Repercusiones
Después de que el show terminara, Jiwon eligió dejar la agencia y perseguir sus talentos a otra parte, participó en otro concurso de supervivencia llamado Idol School, quedando en uno de los puestos requeridos para debutar (quedó sexta e iban a debutar 9 chicas). Fue  parte del girl group fromis 9, hasta la disolución de este en 2024. 
Minyoung dejó JYP Entertainment el 23 de septiembre de 2015 y se retiró del entrenamiento, desde 2021 está enfocada en su canal de YouTube y sube covers de canto, actualmente vive en Estados Unidos.
Kim Eunsuh participó también en Idol School, junto a sus dos compañeras de Sixteen, Natty y Jiwon, logró llegar a la ronda final, pero finalizó en el puesto número 14, por lo cual no consiguió debutar en fromis_9.
Somi, representó a JYP Entertainment en el programa de supervivencia Produce 101, en el que participaban 101 chicas. El objetivo del programa era quedar entre las 12 primeras para debutar bajo el grupo I.O.I. Somi quedó en el primer puesto, por lo cual pudo debutar. El 9 de enero de 2017, se confirmó que Somi había firmado un contrato oficial con JYP para realizar sus actividades como solista. I.O.I se separó oficialmente a finales de enero de ese mismo año. El 20 de agosto de 2018, JYP emitió un comunicado en su sitio web explicando que Somi había dejado la compañía y al mes siguiente, firmó un contrato con The Black Label, subsidiaria de YG Entertainment.
Lee Chaeyeon, en el año 2018, participó en el programa de supervivencia Produce 48, el cual tenía de objetivo crear un grupo coreanojaponés. Participaban 96 chicas y solo debutarían 12. Lee, en la final quedó en el puesto 12 y consiguió debutar en Iz*One, grupo que de disolvió en 2021. Actualmente esta bajo WM Entertaiment, el 15 de septiembre de 2022, WM Entertainment confirmó que Chaeyeon haría su debut como solista en octubre. El 21 de septiembre, se publicó un teaser en el que se anunciaba EP debut, Hush Rush, que se lanzó el 12 de octubre de ese mismo año.
Chae-ryeong, hermana de la anterior, siguió en JYP Entertainment como aprendiz, en el 2017, junto a Shin Yu-na, Ryujin y Yeji y otras aprendices, participaron en el programa de televisión Stray Kids de Mnet, como miembros de una propuesta de grupo femenino, sin  embargo, el grupo elegido para debutar fue Stray Kids, formado por Bang Chan, Seo Chang-bin, Han Ji-sung, Lee Know, Hyunjin, Felix, Seungmin y I.N. En el 2019, anunció que Lee estaba en la alineación final del próximo grupo de chicas JYP, Itzy, junto a Yuna, Yeji, Ryujin y Lia .
Natty, como Eunsuh y Jiwon, participó en Idol School, en la final quedó en el puesto 13. En abril de 2020, Natty firmó con Swing Entertainment. Su álbum sencillo debut Nineteen fue publicado el 7 de mayo de 2020 junto con su video musical. El 12 de noviembre de 2020, Natty publicó su segundo álbum sencillo Teddy Bear. El 12 de julio de 2022, tras no obtener buenos resultados con sus singles, Natty firmó con S2 Entertainment. El 12 de mayo de 2023, S2 Entertainment anunció que Natty debutaría en un grupo de cuatro miembros, Kiss of Life. El 5 de julio, el grupo hizo su debut con el lanzamiento del EP Kiss of Life.